# Adam Walczak (samorządowiec)
Adam Walczak, ps. „Latarnik”, „Julian” (ur. 25 listopada 1887 w Kruszewie, zm. 31 marca 1940 w Łucku) – działacz PPS – Frakcji Rewolucyjnej i PPS, wiceprezydent Łodzi, ofiara zbrodni katyńskiej.

## Życiorys
Rozpoczął pracę zawodową w 1901 będąc terminatorem u tapicera. W 1903 rozpoczął pracę w fabryce Heinzla i Kunitzera w Widzewie. Wówczas rozpoczął nielegalną działalność w PPS na terenie Widzewa. W 1906 w okresie wielkiego lokautu był referentem Śródmieścia. W 1907 wziął udział w kongresie partyjnym PPS – Frakcji Rewolucyjnej w Wiedniu. W latach 1908–1910 był 3-krotnie aresztowany i wysłany na tzw. wolną wysyłkę do Kalisza. W 1912 po powrocie do Łodzi ponownie go aresztowano, a następnie wysłano do Ozorkowa. Po wybuchu I wojny światowej został zesłany do Niemiec do pracy w kopalni węgla. W 1918 powrócił do Łodzi, gdzie zaangażował się w działalność komitetu dzielnicy widzewskiej, a następnie chojeńskiej. Był również członkiem egzekutywy i członkiem rady naczelnej Okręgowej Komisji Rewizyjnej PPS, członkiem sądu partyjnego PPS, członkiem Towarzystwa Uniwersytetu Robotniczego (TUR), a także przewodniczącym zarządu Towarzystwa Robotniczego Przyjaciół Dzieci, jak i również sekretarzem generalnym Klasowego Związku Włókniarzy i Centralnej Komisji Klasowych Związków Zawodowych.
W 1937 został wybrany do Rady Miejskiej w Łodzi, a następnie objął stanowisko wiceprezydenta Łodzi. Jako wiceprezydent objął nadzór nad wydziałami: Przedsiębiorstw i Aprowizacji, Przemysłowym, a także nad przedsiębiorstwami takimi jak: Kanalizacja i Wodociągi, Gazownia Miejska, Komunalna Kasa Oszczędności. Był przewodniczącym Komisji Dyscyplinarnej i Komisji Emerytalnej. Wchodził w skład zarządu Łódzkiego Towarzystwa Elektrycznego i Kolei Elektrycznej Łódzkiej, ponadto był członkiem Miejskiego Komitetu Pożyczki Obrony Przeciwlotniczej w Łodzi. Brał także udział w akcjach dla najbiedniejszych dzieci, jak np. „Dar Wielkanocny”.
Po zajęciu Łodzi przez wojska niemieckie ewakuowano władze samorządowe. Walczak po wyjechaniu z miasta spotkał się w Horodle z prezydentem Ignacym Mościckim jadącym do Rumunii, otrzymując misję wyjazdu z dokumentami do Lwowa. Nie dotarł tam – w październiku 1939 został aresztowany przez NKWD w Kamieniu Koszyrskim, po czym w grudniu 1939 został osadzony w więzieniu w Kowlu. Następnie zamordowano go w Łucku. Nie jest znana dokładna data śmierci Walczaka. Sądownie uznano za datę śmierci dzień 31 marca 1940. Spoczywa na Polskim Cmentarzu Wojennym w Kijowie-Bykowni.
Adam Walczak znalazł się na Ukraińskiej Liście Katyńskiej.

### Życie prywatne
Adam Walczak był synem Tomasza Walczaka. Jego żoną była Julianna, z którą miał czworo dzieci.
Mieszkał na osiedlu im. J. Montwiłła-Mireckiego w Łodzi.